# Alain de Benoist
Alain de Benoist fr: alɛ̃ də bənwa, (ur. 11 grudnia 1943 w Saint-Symphorien) – francuski intelektualista, pisarz, politolog i dziennikarz. Założyciel Groupement de recherche et d'études pour la civilisation européenne (GRECE), który zaliczany jest do francuskiego nurtu Nowej Prawicy, traktowany przez liberałów i lewicę jako skrajnie prawicowy, zaś przez konserwatywną tradycjonalistyczną prawicę krytykowany za „odchylenie lewicowe”.

## Życiorys
Alain de Benoist pochodzi z rodziny katolickiej o korzeniach arystokratycznych. Studiował m.in. prawo na Sorbonie, filozofię, socjologię.
Wydaje dwa czasopisma: Nouvelle Ecole (od roku 1968) oraz Krisis (od roku 1988). Pisze także dla różnych gazet i wydań, jak na przykład Mankind Quarterly, The Scorpion, Tyr, Chronicles, Le Figaro.
W 1978 opublikował recenzję Vue de droite: Anthologie critique des idées contemporaines (Copernic, 1977), za którą otrzymał nagrodę Akademii Francuskiej.

## Ideologia
Alain de Benoist współpracował z różnymi osobami zarówno z prawicy narodowej, jak i skrajnej lewicy. Jego poglądy są antyliberalne i antyimigracyjne; krytykuje także globalizację i kapitalizm amerykański, który jego zdaniem niszczy tożsamość narodową. Popiera federację europejską, związaną z zasadą subsydiarności.